# Veličina genoma
Veličina genoma je totalna količina DNK sadržana u jednoj kopiji genoma. Ona se tipično meri jedinicom mase u pikogramima (10−12 grama, skraćeno pg), ili ređe u Daltonima, ili kao totalni broj nukleotidnih baznih parova tipično u megabazama (milionima baznih parova, skraćeno Mb ili Mbp). Jedan pikogram je 978 megabaza. Kod diploidnih organizama, veličina genoma se koristi sinonimno sa terminom C-vrednost. Kompleksnost organizma nije uvek proporcionalna sa veličinom njegovog genoma. Neki jednoćelijski organizmi imaju mnogo veću količinu DNK od čoveka.

## Spoljašnje veze
- Veličine životinjskih genoma
- Biljne DNK C-vrednosti